# Xi Pegasi
Xi Pegasi /ξ Peg dans la désignation de Bayer est une étoile de la constellation de Pégase. Aucun nom ne lui est attribué à ce jour par l'Union astronomique internationale (UAI).

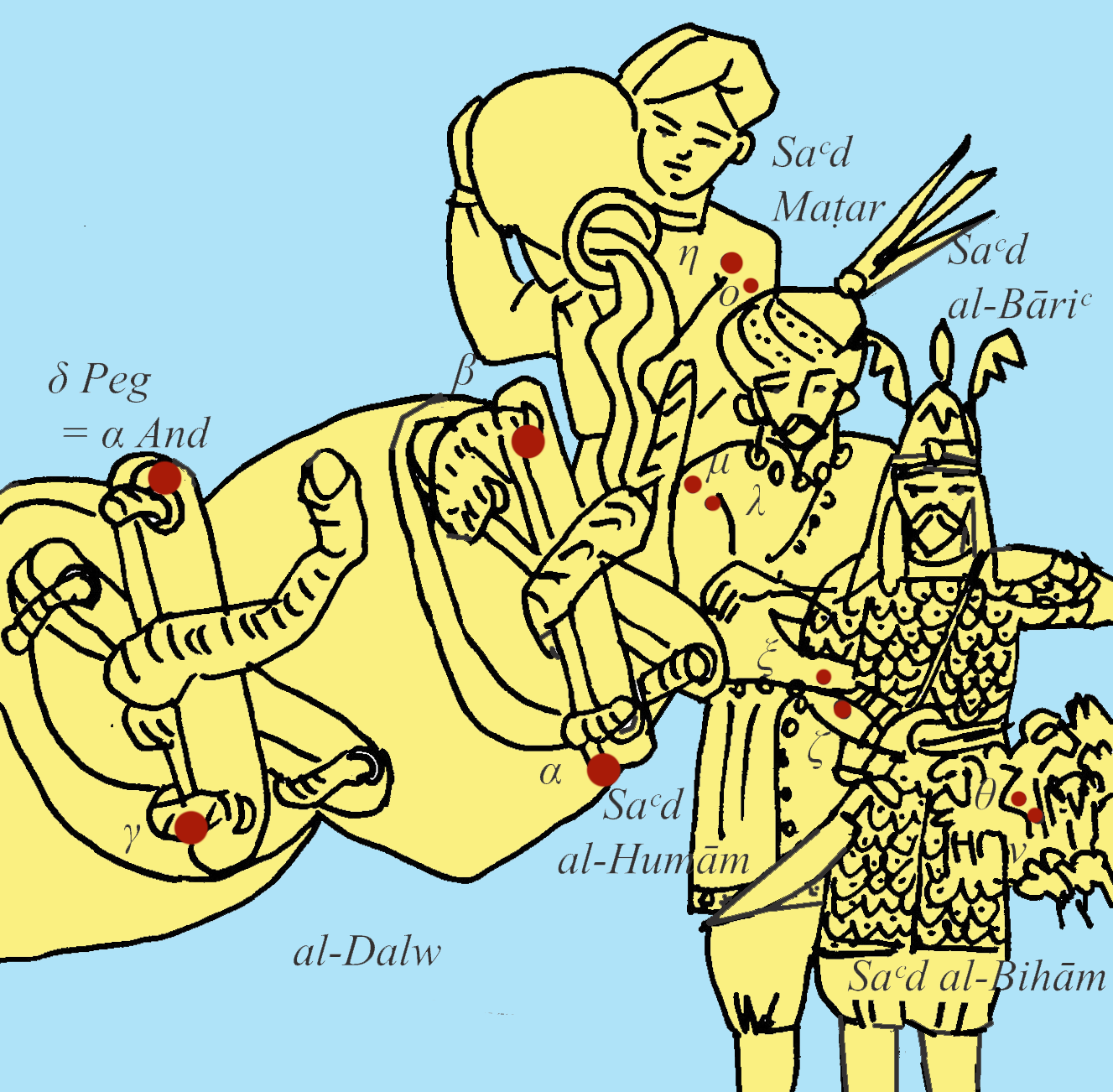
السعود al-Suᶜūd, « les Propices », et الدلوal-Dalw, « le Dalou », les figures correspondant à l'espace de Pégase dans le ciel arabe traditionnel.

## Nomenclature et histoire

### Du ciel des Arabes à l’UAI
Sadalnujumest un nom rare pour ξ .
C'est l'arabe سعود النجوم  Suᶜūd al-Nuğūm, « les Propices des Étoiles », expression utilisée pour la série des dix سعود  Suᶜūd par le lexicographe al-Fayrūzabādī (XIVe siècle), cité, dans sa traduction du زيجِ سلطانی  Zīğ-i Sulṭānī ou « Tables sultaniennes » d’Uluġ Bēg, par Thomas Hyde (1665) qui transcrit ‘Súûd AlNugjūm’ (1437). À partir de la retranscription ‘Al Suʽūd Al Nujūm’ donnée pour ξ Peg par Richard Allen (1899) , où se trouve le nom simplifié Sadalnujum pour cette étoile chez Jack W. Rhoads (1971) et il circule dès lors dans les catalogues.

### En Chine
ξ Peg est 雷电二, soit la 2e étoile de l’astérisme 雷电 (pinyin : Léidiàn), « Tonnere et éclairs » .